# Whither Must I Wander
Whither Must I Wander è una canzone composta nel 1912 da Ralph Vaughan Williams il cui testo è composto da una poesia di Robert Louis Stevenson.

## Storia
La poesia di Stevenson, intitolata Home no more home to me, whither must I wander? (Non c'è più casa per me, dove devo vagare?), fa parte della raccolta di poesie e canzoni intitolata Songs of Travel and Other Verses, pubblicata nel 1895, e originariamente pensata per venire cantata sulla melodia di "Wandering Willie" di Robert Burns.
Tra il 1901 e il 1904 Vaughan Williams mise in musica nove poesie di Stevenson nel suo ciclo di canzoni Songs of Travel, in cui Whither Must I Wander, arrangiato nel 1902, costituisce la canzone n. 7.
Nel 2005 Martha Wainwright ha incluso la canzone nel suo album di debutto Martha Wainwright.